# 31-es busz (Budapest)
A budapesti 31-es jelzésű autóbusz az Örs vezér tere és Árpádföld között közlekedik, kijelölt külső végállomása az Állás utca megállóhely. A viszonylatot az ArrivaBus Kft. üzemelteti.

## Története

### Korábbi viszonylatok
1938. december 5-étől Kispest, Hősök tere és a Rákoskeresztúri köztemető között közlekedett 31-es jelzésű buszjárat a BSzKRt üzemeltetésében. 1939. július 14-én üzemeltetését a BART vette át 237-es jelzéssel.
1948. november 8-án újraindult a Dózsa György út és a Bonyhádi út között az Ajtósi Dürer sor–Vorosilov út—Hungária körút—Egressy út—Vezér utca—Kassai utca—Szentmihályi út útvonalon. 1949. június 19-én kihasználatlanságra hivatkozva csak csúcsidőre korlátozták az üzemidejét, majd 1950. november 19-én teljesen megszüntették.

### Az Árpádföldre közlekedő 31-es
1952. április 4-én újabb útvonalon indítottak el 31-es jelzésű buszjáratot, ami a 16. kerületi Szabadság út (Veres Péter út) és Iglói út (Ostoros út) kereszteződésétől a Szabadság út és Thököly út sarkáig (a Nagyicce megállóhely közelében) járt. Június 16-án útvonalát meghosszabbították és akkortól Árpádföld, Kossuth utcától (Monoki utca) indult. 1953. augusztus 3-án árpádföldi végállomását áthelyezték az Arany János utcához (Menyhért utca). December 30-án a másik végállomását is áthelyezték, ettől kezdve megsűrítve a Szentmihályi úton, a Vezér utcán és az Egressy úton át előbb a Hungária körútig — addigi útvonalának egyharmad részével, mintegy négy kilométerrel növelve hosszát —, illetve 1957. szeptember 29-étől a Vorosilov útig (mai Stefánia út) járt. Útvonala: Thököly út–Gizella út–Egressy út–Vezér utca–Bonyhádi út–Szentmihályi út–Füredi utca–Rákosi út–Batthyány utca–Csömöri út–Szlovák út–Állás utca. 1959. március 21-étől a Szentmihályi út helyett végig a Vezér utcában közlekedtek járatai.
1963. augusztus 17-én 31A jelzésű betétjáratot indítottak a Népstadion úttól a Batthyány utcáig.
1966. szeptember 26-án a 31-es buszt újra meghosszabbították, az árpádföldi végállomása átkerült a Timur utcához. 1970. április 3-án útvonala a 31A-val együtt jelentősen módosult a 2-es metró átadásával egy időben: végállomása átkerült az Örs vezér terére, eredeti útvonalát a Nagy Lajos király útján, a Fogarasi úton és a Vezér utcán keresztül érte el.
31Y jelzéssel új járatot is indítottak, mellyel közös szakasza nem volt, az a Kerepesi úton és a Thököly úton keresztül járt a Mátyás király utcáig. 1970. december 15-én 31B jelzéssel az Örs vezér terétől a Csertő utcáig körforgalmú járatot indítottak.
1972. október 2-án a 31-es busz árpádföldi végállomása újra módosult, ekkor már a Bekecs utcáig járt. 1974. május 19-étől a 31-es, 31A és 31B buszok a Nagy Lajos király útja – Fogarasi út – Vezér utca útvonal helyett az Ond vezér útján és az átépült Füredi utcán keresztül közlekedtek.
1976. március 1-jén 31C jelzésű járatot indítottak az Örs vezér tere és a Szentmihályi út között körforgalomban. 1977. január 1-jén a 31A busz a 130-as, a 31B busz a 131-es, a 31C busz a 133-as, a 31Y busz pedig a 144-es jelzést kapta.
1979. július 16. óta a Csömöri úti felüljárón át közlekedik.
2021. október 9-étől hétvégente és ünnepnapokon, valamint 2024. február 12-étől munkanapokon 20 óra után az autóbuszokra kizárólag az első ajtón lehet felszállni, ahol a járművezető ellenőrzi az utazási jogosultságot.
2022. szeptember 1-től, az őszi menetrendváltással hétköznapokon csuklós autóbuszok közlekednek a vonalon.

## Útvonala
| Árpádföld felé |
| Örs vezér tere M+H vá. – Füredi utca – Vezér utca – Fogarasi út – felüljáró – Csömöri út – Szlovák út – Állás utca – Állás utca mh.                                                          |
| Örs vezér tere felé |
| Állás utca mh. – Állás utca – Menyhért utca – Monoki utca – Bekecs utca – Timur utca – Szlovák út – Csömöri út – felüljáró – Fogarasi út – Vezér utca – Füredi utca – Örs vezér tere M+H vá. |

## Megállóhelyei
| 0  | Örs vezér tere M+H végállomás              | 23 | 10, 32, 44, 45, 67, 85, 85E, 97E, 131, 144, 161, 161A, 161E, 168E, 169E, 174, 176E, 231, 244, 276E, 277 80, 81, 82, 82A 3, 62, 62A 410, 419, 430, 440, 441, 484, 485, 486, 505, 508, 509, 510 1040, 1049, 1070, 1075, 1077, 1078 |
| 4  | Fogarasi út                                | 19 | 130, 131, 144, 231 80, 81, 82, 82A |
| 7  | Pálya utca                                 | 16 | 92, 92A, 130, 131, 144, 231 |
| 8  | Rákóczi út (↓) Batthyány utca (↑)          | 15 | 92, 92A, 130, 277 |
| 10 | József utca                                | 13 | 92, 92A, 130 |
| 11 | János utca                                 | 12 | 46, 130, 131, 144, 146 |
| 12 | Diófa utca (↓) György utca (↑)             | 11 | 46, 130, 131, 144, 146 |
| 12 | Mátyás király utca                         | 10 | 46, 131, 144, 146 |
| 14 | Csömöri út (Szlovák út) (↓) Csömöri út (↑) | 9  | 46, 146, 175 |
| 15 | Péterke utca                               | 8  | 46, 146, 175 |
| 17 | Timur utca (↓) Szlovák út (↑)              | 7  | 46, 146, 175 419 |
| ∫  | Rozsos utca                                | 6  | |
| ∫  | Mazsola utca                               | 5  | |
| ∫  | Árpádföld, Dezsőfia utca                   | 4  | 419 |
| ∫  | Szabadságtelep H                           | 3  | (Szabadságtelep) |
| ∫  | Árpádföld, Bekecs utca                     | 3  | (Árpádföld) |
| ∫  | Muzsika utca                               | 2  | |
| ∫  | Menyhért utca                              | 1  | |
| 18 | Állás utca vonalközi végállomás            | 0  | 174, 175 |